# Liste des monuments historiques de Willebroeck
Cette page regroupe l'ensemble des monuments classés de la ville belge de Willebroeck.
| Objet                                                           | Statut du classement? | Année de construction/architecte | Section communale | Adresse                        | Coordonnées                      | Numéro d'inventaire | Illustration                                                    |
| --------------------------------------------------------------- | --------------------- | -------------------------------- | ----------------- | ------------------------------ | -------------------------------- | ------------------- | --------------------------------------------------------------- |
| (nl) Eenheidsbebouwing                                          |                       |                                  | Willebroek        | Appeldonkstraat 2              | 51° 04′ 05″ nord, 4° 21′ 36″ est | 1711                | Téléverser                                                      |
| (nl) Eenheidsbebouwing                                          |                       |                                  | Willebroek        | Appeldonkstraat 4              | 51° 04′ 05″ nord, 4° 21′ 36″ est | 1711                | Téléverser                                                      |
| (nl) Eenheidsbebouwing                                          |                       |                                  | Willebroek        | Appeldonkstraat 6              | 51° 04′ 05″ nord, 4° 21′ 36″ est | 1711                | Téléverser                                                      |
| (nl) Eenheidsbebouwing                                          |                       |                                  | Willebroek        | Boomsesteenweg 35              | 51° 04′ 05″ nord, 4° 21′ 36″ est | 1711                | Téléverser                                                      |
| (nl) Eenheidsbebouwing                                          |                       |                                  | Willebroek        | Boomsesteenweg 37              | 51° 04′ 05″ nord, 4° 21′ 36″ est | 1711                | Téléverser                                                      |
| (nl) Eenzijdig bebouwd steegbeluik                              |                       |                                  | Willebroek        | Appeldonkstraat 6              | 51° 04′ 06″ nord, 4° 21′ 36″ est | 1712                | Téléverser                                                      |
| (nl) Bedrijf, n.v. KEMIRA                                       |                       |                                  | Willebroek        | Appeldonkstraat 173            | 51° 04′ 10″ nord, 4° 21′ 00″ est | 1713                | Téléverser                                                      |
| (nl) Woning in neorococostijl                                   |                       |                                  | Willebroek        | August Van Landeghemstraat 35  | 51° 03′ 42″ nord, 4° 21′ 37″ est | 1714                | Téléverser                                                      |
| (nl) Volkshuis                                                  |                       |                                  | Willebroek        | August Van Landeghemstraat 47  | 51° 03′ 43″ nord, 4° 21′ 38″ est | 1715                | Téléverser                                                      |
| (nl) Winkelhuis                                                 |                       |                                  | Willebroek        | August Van Landeghemstraat 49  | 51° 03′ 43″ nord, 4° 21′ 38″ est | 1716                | Téléverser                                                      |
| (nl) Winkelhuis                                                 |                       |                                  | Willebroek        | August Van Landeghemstraat 51  | 51° 03′ 43″ nord, 4° 21′ 38″ est | 1716                | Téléverser                                                      |
| (nl) Art nouveaugetinte woning                                  |                       |                                  | Willebroek        | August Van Landeghemstraat 60  | 51° 03′ 48″ nord, 4° 21′ 44″ est | 1717                | Téléverser                                                      |
| (nl) Hoekhuis                                                   |                       |                                  | Willebroek        | August Van Landeghemstraat 68  | 51° 03′ 50″ nord, 4° 21′ 45″ est | 1718                | Téléverser                                                      |
| (nl) Woning naar ontwerp van E. Apers                           |                       |                                  | Willebroek        | August Van Landeghemstraat 69  | 51° 03′ 46″ nord, 4° 21′ 40″ est | 1719                | Téléverser                                                      |
| (nl) Drie winkelhuizen                                          |                       |                                  | Willebroek        | August Van Landeghemstraat 77  | 51° 03′ 47″ nord, 4° 21′ 40″ est | 1720                | Téléverser                                                      |
| (nl) Drie winkelhuizen                                          |                       |                                  | Willebroek        | August Van Landeghemstraat 79  | 51° 03′ 47″ nord, 4° 21′ 40″ est | 1720                | Téléverser                                                      |
| (nl) Drie winkelhuizen                                          |                       |                                  | Willebroek        | August Van Landeghemstraat 81  | 51° 03′ 47″ nord, 4° 21′ 40″ est | 1720                | Téléverser                                                      |
| (nl) Rijhuis                                                    |                       |                                  | Willebroek        | August Van Landeghemstraat 88  | 51° 03′ 52″ nord, 4° 21′ 45″ est | 1721                | Téléverser                                                      |
| (nl) Rijhuis                                                    |                       |                                  | Willebroek        | August Van Landeghemstraat 90  | 51° 03′ 52″ nord, 4° 21′ 45″ est | 1721                | Téléverser                                                      |
| (nl) Gemeentehuis                                               |                       |                                  | Willebroek        | August Van Landeghemstraat 99  | 51° 03′ 49″ nord, 4° 21′ 41″ est | 1722                | (nl) Gemeentehuis                                               |
| (nl) Parochiekerk Sint-Niklaas                                  | Oui                   |                                  | Willebroek        | August Van Landeghemstraat 113 | 51° 03′ 52″ nord, 4° 21′ 42″ est | 1723                | (nl) Parochiekerk Sint-Niklaas                                  |
| (nl) Klooster Sancta Maria                                      |                       |                                  | Willebroek        | August Van Landeghemstraat 115 | 51° 03′ 53″ nord, 4° 21′ 43″ est | 1724                | Téléverser                                                      |
| (nl) Tweegezinswoningen                                         |                       |                                  | Willebroek        | Boomsesteenweg 101             | 51° 04′ 14″ nord, 4° 21′ 37″ est | 1726                | Téléverser                                                      |
| (nl) Tweegezinswoningen                                         |                       |                                  | Willebroek        | Boomsesteenweg 103             | 51° 04′ 14″ nord, 4° 21′ 37″ est | 1726                | Téléverser                                                      |
| (nl) Burgerhuis                                                 |                       |                                  | Willebroek        | Boomsesteenweg 111             | 51° 04′ 16″ nord, 4° 21′ 36″ est | 1727                | Téléverser                                                      |
| (nl) Landhuis                                                   |                       |                                  | Willebroek        | Boomsesteenweg 133             | 51° 04′ 19″ nord, 4° 21′ 37″ est | 1728                | Téléverser                                                      |
| (nl) Monument van de Politieke gevangenen                       |                       |                                  | Willebroek        | Brandstraat 57                 | 51° 03′ 27″ nord, 4° 20′ 31″ est | 1729                | Téléverser                                                      |
| (nl) Nationaal Gedenkteken van het Fort van Breendonk en museum | Oui                   |                                  | Willebroek        | Brandstraat                    | 51° 03′ 27″ nord, 4° 20′ 31″ est | 1730                | (nl) Nationaal Gedenkteken van het Fort van Breendonk en museum |
| (nl) Hoeve met losstaande bestanddelen                          |                       |                                  | Willebroek        | Breendonkstraat 287            | 51° 02′ 37″ nord, 4° 20′ 15″ est | 1731                | Téléverser                                                      |
| (nl) Woonstalhuis                                               |                       |                                  | Willebroek        | Breendonkstraat 294            | 51° 02′ 50″ nord, 4° 20′ 22″ est | 1732                | Téléverser                                                      |
| (nl) Vijf art nouveaugetinte woningen                           |                       |                                  | Willebroek        | Dendermondsesteenweg 11        | 51° 03′ 37″ nord, 4° 21′ 34″ est | 1733                | Téléverser                                                      |
| (nl) Vijf art nouveaugetinte woningen                           |                       |                                  | Willebroek        | Dendermondsesteenweg 13        | 51° 03′ 37″ nord, 4° 21′ 34″ est | 1733                | Téléverser                                                      |
| (nl) Vijf art nouveaugetinte woningen                           |                       |                                  | Willebroek        | Dendermondsesteenweg 5         | 51° 03′ 37″ nord, 4° 21′ 34″ est | 1733                | Téléverser                                                      |
| (nl) Vijf art nouveaugetinte woningen                           |                       |                                  | Willebroek        | Dendermondsesteenweg 7         | 51° 03′ 37″ nord, 4° 21′ 34″ est | 1733                | Téléverser                                                      |
| (nl) Vijf art nouveaugetinte woningen                           |                       |                                  | Willebroek        | Dendermondsesteenweg 9         | 51° 03′ 37″ nord, 4° 21′ 34″ est | 1733                | Téléverser                                                      |
| (nl) Woning, dubbelhuis                                         |                       |                                  | Willebroek        | Dendermondsesteenweg 79        | 51° 03′ 35″ nord, 4° 21′ 19″ est | 1734                | Téléverser                                                      |
| (nl) Parochiekerk Heilige-Familie                               |                       |                                  | Willebroek        | Dendermondsesteenweg           | 51° 03′ 35″ nord, 4° 21′ 13″ est | 1735                | Téléverser                                                      |
| (nl) Vrije Basisschool Don Bosco                                |                       |                                  | Willebroek        | Dendermondsesteenweg 91        | 51° 03′ 34″ nord, 4° 21′ 10″ est | 1736                | Téléverser                                                      |
| (nl) Eenheidsbebouwing in Nieuwe Zakelijkheid                   |                       |                                  | Willebroek        | Dendermondsesteenweg 152       | 51° 03′ 37″ nord, 4° 21′ 05″ est | 1737                | Téléverser                                                      |
| (nl) Eenheidsbebouwing in Nieuwe Zakelijkheid                   |                       |                                  | Willebroek        | Dendermondsesteenweg 154       | 51° 03′ 37″ nord, 4° 21′ 05″ est | 1737                | Téléverser                                                      |
| (nl) Eenheidsbebouwing in Nieuwe Zakelijkheid                   |                       |                                  | Willebroek        | Dendermondsesteenweg 156       | 51° 03′ 37″ nord, 4° 21′ 05″ est | 1737                | Téléverser                                                      |
| (nl) Eenheidsbebouwing in Nieuwe Zakelijkheid                   |                       |                                  | Willebroek        | Dendermondsesteenweg 158       | 51° 03′ 37″ nord, 4° 21′ 05″ est | 1737                | Téléverser                                                      |
| (nl) Gemeentelijke begraafplaats                                | Oui                   |                                  | Willebroek        | Dendermondsesteenweg           | 51° 03′ 30″ nord, 4° 20′ 47″ est | 1738                | Téléverser                                                      |
| (nl) Brug                                                       | Oui                   |                                  | Willebroek        | Dokter Persoonslaan            | 51° 03′ 36″ nord, 4° 21′ 49″ est | 1740                | Téléverser                                                      |
| (nl) Woning in Nieuwe Zakelijkheid                              |                       |                                  | Willebroek        | Dokter Persoonslaan 25         | 51° 03′ 35″ nord, 4° 21′ 41″ est | 1741                | Téléverser                                                      |
| (nl) Eenheidsbebouwing                                          |                       |                                  | Willebroek        | Emiel Vanderveldestraat 65     | 51° 03′ 40″ nord, 4° 21′ 21″ est | 1742                | Téléverser                                                      |
| (nl) Eenheidsbebouwing                                          |                       |                                  | Willebroek        | Emiel Vanderveldestraat 67     | 51° 03′ 40″ nord, 4° 21′ 21″ est | 1742                | Téléverser                                                      |
| (nl) Eenheidsbebouwing                                          |                       |                                  | Willebroek        | Emiel Vanderveldestraat 163    | 51° 03′ 44″ nord, 4° 21′ 06″ est | 1743                | Téléverser                                                      |
| (nl) Eenheidsbebouwing                                          |                       |                                  | Willebroek        | Emiel Vanderveldestraat 165    | 51° 03′ 44″ nord, 4° 21′ 06″ est | 1743                | Téléverser                                                      |
| (nl) School Sancta Maria Kleuteronderwijs                       |                       |                                  | Willebroek        | Emiel Vanderveldestraat 169    | 51° 03′ 44″ nord, 4° 21′ 04″ est | 1744                | Téléverser                                                      |
| (nl) Kapel Sint-Jozef-Ambachtsman                               | Oui                   |                                  | Willebroek        | Emmanuel Rollierstraat 50      | 51° 03′ 24″ nord, 4° 21′ 52″ est | 1745                | Téléverser                                                      |
| (nl) Fabrieksgebouwen, S.A. Denaeyer N.V.                       | Oui                   |                                  | Willebroek        | Fabrieksstraat 13              | 51° 03′ 39″ nord, 4° 21′ 55″ est | 1746                | Téléverser                                                      |
| (nl) Fabrieksgebouwen, S.A. Denaeyer N.V.                       | Oui                   |                                  | Willebroek        | Mechelsesteenweg 19            | 51° 03′ 39″ nord, 4° 21′ 55″ est | 1746                | Téléverser                                                      |
| (nl) Woning van 1929                                            |                       |                                  | Willebroek        | Floridastraat 41               | 51° 03′ 32″ nord, 4° 21′ 42″ est | 1747                | Téléverser                                                      |
| (nl) Twee woningen, diephuizen                                  |                       |                                  | Willebroek        | Gezondheidsstraat 10           | 51° 03′ 18″ nord, 4° 21′ 38″ est | 1748                | Téléverser                                                      |
| (nl) Twee woningen, diephuizen                                  |                       |                                  | Willebroek        | Gezondheidsstraat 6            | 51° 03′ 18″ nord, 4° 21′ 38″ est | 1748                | Téléverser                                                      |
| (nl) Langgestrekte hoeve, Glooihoeve                            |                       |                                  | Willebroek        | Glooistraat 45                 | 51° 03′ 53″ nord, 4° 20′ 35″ est | 1749                | Téléverser                                                      |
| (nl) Hoekhuis Het Gulden Vlies                                  |                       |                                  | Willebroek        | Groene Laan 1                  | 51° 03′ 39″ nord, 4° 21′ 47″ est | 1750                | Téléverser                                                      |
| (nl) Eenheidsbebouwing                                          |                       |                                  | Willebroek        | Groene Laan 21                 | 51° 03′ 44″ nord, 4° 21′ 48″ est | 1751                | Téléverser                                                      |
| (nl) Eenheidsbebouwing                                          |                       |                                  | Willebroek        | Groene Laan 23                 | 51° 03′ 44″ nord, 4° 21′ 48″ est | 1751                | Téléverser                                                      |
| (nl) Eenheidsbebouwing                                          |                       |                                  | Willebroek        | Groene Laan 25                 | 51° 03′ 44″ nord, 4° 21′ 48″ est | 1751                | Téléverser                                                      |
| (nl) Woning, dubbelhuis                                         |                       |                                  | Willebroek        | Groene Laan 27                 | 51° 03′ 46″ nord, 4° 21′ 48″ est | 1752                | Téléverser                                                      |
| (nl) Complex in neoclassicistische stijl                        |                       |                                  | Willebroek        | Groene Laan 30B                | 51° 03′ 49″ nord, 4° 21′ 47″ est | 1753                | Téléverser                                                      |
| (nl) Herenhuis                                                  |                       |                                  | Willebroek        | Groene Laan 30A                | 51° 03′ 50″ nord, 4° 21′ 47″ est | 1754                | Téléverser                                                      |
| (nl) Villa                                                      |                       |                                  | Willebroek        | Groene Laan 48                 | 51° 03′ 56″ nord, 4° 21′ 47″ est | 1755                | Téléverser                                                      |
| (nl) Spoorwegbrug De Meute                                      |                       |                                  | Willebroek        | Groene Laan                    | 51° 03′ 58″ nord, 4° 21′ 51″ est | 1756                | Téléverser                                                      |
| (nl) Kasteel De Kraag                                           |                       |                                  | Willebroek        | Groene Laan 59                 | 51° 04′ 02″ nord, 4° 21′ 51″ est | 1757                | Téléverser                                                      |
| (nl) Arbeidershuisjes                                           |                       |                                  | Willebroek        | Groene Laan 64                 | 51° 04′ 05″ nord, 4° 21′ 51″ est | 1758                | Téléverser                                                      |
| (nl) Arbeidershuisjes                                           |                       |                                  | Willebroek        | Groene Laan 65                 | 51° 04′ 05″ nord, 4° 21′ 51″ est | 1758                | Téléverser                                                      |
| (nl) Arbeidershuisjes                                           |                       |                                  | Willebroek        | Groene Laan 66                 | 51° 04′ 05″ nord, 4° 21′ 51″ est | 1758                | Téléverser                                                      |
| (nl) Arbeidershuisjes                                           |                       |                                  | Willebroek        | Groene Laan 67                 | 51° 04′ 05″ nord, 4° 21′ 51″ est | 1758                | Téléverser                                                      |
| (nl) Arbeidershuisjes                                           |                       |                                  | Willebroek        | Groene Laan 68                 | 51° 04′ 05″ nord, 4° 21′ 51″ est | 1758                | Téléverser                                                      |
| (nl) Arbeidershuisjes                                           |                       |                                  | Willebroek        | Groene Laan 70                 | 51° 04′ 05″ nord, 4° 21′ 51″ est | 1758                | Téléverser                                                      |
| (nl) Arbeidershuisjes                                           |                       |                                  | Willebroek        | Groene Laan 72                 | 51° 04′ 05″ nord, 4° 21′ 51″ est | 1758                | Téléverser                                                      |
| (nl) Herenhuis, Villa Margaretha                                |                       |                                  | Willebroek        | Guido Gezellestraat 26         | 51° 03′ 53″ nord, 4° 21′ 31″ est | 1759                | Téléverser                                                      |
| (nl) Woning, enkelhuis                                          |                       |                                  | Willebroek        | Guido Gezellestraat 47         | 51° 03′ 53″ nord, 4° 21′ 30″ est | 1760                | Téléverser                                                      |
| (nl) Arbeidershuisjes                                           |                       |                                  | Willebroek        | Heindonksesteenweg 27          | 51° 03′ 51″ nord, 4° 21′ 57″ est | 1761                | Téléverser                                                      |
| (nl) Arbeidershuisjes                                           |                       |                                  | Willebroek        | Heindonksesteenweg 31          | 51° 03′ 51″ nord, 4° 21′ 57″ est | 1761                | Téléverser                                                      |
| (nl) Arbeidershuisjes                                           |                       |                                  | Willebroek        | Heindonksesteenweg 33          | 51° 03′ 51″ nord, 4° 21′ 57″ est | 1761                | Téléverser                                                      |
| (nl) Arbeidershuisjes                                           |                       |                                  | Willebroek        | Heindonksesteenweg 35          | 51° 03′ 51″ nord, 4° 21′ 57″ est | 1761                | Téléverser                                                      |
| (nl) Groepsbebouwing van arbeidershuizen                        |                       |                                  | Willebroek        | Heindonksesteenweg 100         | 51° 03′ 57″ nord, 4° 22′ 09″ est | 1762                | Téléverser                                                      |
| (nl) Groepsbebouwing van arbeidershuizen                        |                       |                                  | Willebroek        | Heindonksesteenweg 102         | 51° 03′ 57″ nord, 4° 22′ 09″ est | 1762                | Téléverser                                                      |
| (nl) Groepsbebouwing van arbeidershuizen                        |                       |                                  | Willebroek        | Heindonksesteenweg 104         | 51° 03′ 57″ nord, 4° 22′ 09″ est | 1762                | Téléverser                                                      |
| (nl) Groepsbebouwing van arbeidershuizen                        |                       |                                  | Willebroek        | Heindonksesteenweg 106         | 51° 03′ 57″ nord, 4° 22′ 09″ est | 1762                | Téléverser                                                      |
| (nl) Groepsbebouwing van arbeidershuizen                        |                       |                                  | Willebroek        | Heindonksesteenweg 108         | 51° 03′ 57″ nord, 4° 22′ 09″ est | 1762                | Téléverser                                                      |
| (nl) Groepsbebouwing van arbeidershuizen                        |                       |                                  | Willebroek        | Heindonksesteenweg 38          | 51° 03′ 57″ nord, 4° 22′ 09″ est | 1762                | Téléverser                                                      |
| (nl) Groepsbebouwing van arbeidershuizen                        |                       |                                  | Willebroek        | Heindonksesteenweg 40          | 51° 03′ 57″ nord, 4° 22′ 09″ est | 1762                | Téléverser                                                      |
| (nl) Groepsbebouwing van arbeidershuizen                        |                       |                                  | Willebroek        | Heindonksesteenweg 42          | 51° 03′ 57″ nord, 4° 22′ 09″ est | 1762                | Téléverser                                                      |
| (nl) Groepsbebouwing van arbeidershuizen                        |                       |                                  | Willebroek        | Heindonksesteenweg 44          | 51° 03′ 57″ nord, 4° 22′ 09″ est | 1762                | Téléverser                                                      |
| (nl) Groepsbebouwing van arbeidershuizen                        |                       |                                  | Willebroek        | Heindonksesteenweg 46          | 51° 03′ 57″ nord, 4° 22′ 09″ est | 1762                | Téléverser                                                      |
| (nl) Groepsbebouwing van arbeidershuizen                        |                       |                                  | Willebroek        | Heindonksesteenweg 48          | 51° 03′ 57″ nord, 4° 22′ 09″ est | 1762                | Téléverser                                                      |
| (nl) Groepsbebouwing van arbeidershuizen                        |                       |                                  | Willebroek        | Heindonksesteenweg 50          | 51° 03′ 57″ nord, 4° 22′ 09″ est | 1762                | Téléverser                                                      |
| (nl) Groepsbebouwing van arbeidershuizen                        |                       |                                  | Willebroek        | Heindonksesteenweg 52          | 51° 03′ 57″ nord, 4° 22′ 09″ est | 1762                | Téléverser                                                      |
| (nl) Groepsbebouwing van arbeidershuizen                        |                       |                                  | Willebroek        | Heindonksesteenweg 54          | 51° 03′ 57″ nord, 4° 22′ 09″ est | 1762                | Téléverser                                                      |
| (nl) Groepsbebouwing van arbeidershuizen                        |                       |                                  | Willebroek        | Heindonksesteenweg 56          | 51° 03′ 57″ nord, 4° 22′ 09″ est | 1762                | Téléverser                                                      |
| (nl) Groepsbebouwing van arbeidershuizen                        |                       |                                  | Willebroek        | Heindonksesteenweg 58          | 51° 03′ 57″ nord, 4° 22′ 09″ est | 1762                | Téléverser                                                      |
| (nl) Groepsbebouwing van arbeidershuizen                        |                       |                                  | Willebroek        | Heindonksesteenweg 60          | 51° 03′ 57″ nord, 4° 22′ 09″ est | 1762                | Téléverser                                                      |
| (nl) Groepsbebouwing van arbeidershuizen                        |                       |                                  | Willebroek        | Heindonksesteenweg 62          | 51° 03′ 57″ nord, 4° 22′ 09″ est | 1762                | Téléverser                                                      |
| (nl) Groepsbebouwing van arbeidershuizen                        |                       |                                  | Willebroek        | Heindonksesteenweg 64          | 51° 03′ 57″ nord, 4° 22′ 09″ est | 1762                | Téléverser                                                      |
| (nl) Groepsbebouwing van arbeidershuizen                        |                       |                                  | Willebroek        | Heindonksesteenweg 66          | 51° 03′ 57″ nord, 4° 22′ 09″ est | 1762                | Téléverser                                                      |
| (nl) Groepsbebouwing van arbeidershuizen                        |                       |                                  | Willebroek        | Heindonksesteenweg 68          | 51° 03′ 57″ nord, 4° 22′ 09″ est | 1762                | Téléverser                                                      |
| (nl) Groepsbebouwing van arbeidershuizen                        |                       |                                  | Willebroek        | Heindonksesteenweg 70          | 51° 03′ 57″ nord, 4° 22′ 09″ est | 1762                | Téléverser                                                      |
| (nl) Groepsbebouwing van arbeidershuizen                        |                       |                                  | Willebroek        | Heindonksesteenweg 72          | 51° 03′ 57″ nord, 4° 22′ 09″ est | 1762                | Téléverser                                                      |
| (nl) Groepsbebouwing van arbeidershuizen                        |                       |                                  | Willebroek        | Heindonksesteenweg 74          | 51° 03′ 57″ nord, 4° 22′ 09″ est | 1762                | Téléverser                                                      |
| (nl) Groepsbebouwing van arbeidershuizen                        |                       |                                  | Willebroek        | Heindonksesteenweg 76          | 51° 03′ 57″ nord, 4° 22′ 09″ est | 1762                | Téléverser                                                      |
| (nl) Groepsbebouwing van arbeidershuizen                        |                       |                                  | Willebroek        | Heindonksesteenweg 78          | 51° 03′ 57″ nord, 4° 22′ 09″ est | 1762                | Téléverser                                                      |
| (nl) Groepsbebouwing van arbeidershuizen                        |                       |                                  | Willebroek        | Heindonksesteenweg 80          | 51° 03′ 57″ nord, 4° 22′ 09″ est | 1762                | Téléverser                                                      |
| (nl) Groepsbebouwing van arbeidershuizen                        |                       |                                  | Willebroek        | Heindonksesteenweg 82          | 51° 03′ 57″ nord, 4° 22′ 09″ est | 1762                | Téléverser                                                      |
| (nl) Groepsbebouwing van arbeidershuizen                        |                       |                                  | Willebroek        | Heindonksesteenweg 84          | 51° 03′ 57″ nord, 4° 22′ 09″ est | 1762                | Téléverser                                                      |
| (nl) Groepsbebouwing van arbeidershuizen                        |                       |                                  | Willebroek        | Heindonksesteenweg 86          | 51° 03′ 57″ nord, 4° 22′ 09″ est | 1762                | Téléverser                                                      |
| (nl) Groepsbebouwing van arbeidershuizen                        |                       |                                  | Willebroek        | Heindonksesteenweg 88          | 51° 03′ 57″ nord, 4° 22′ 09″ est | 1762                | Téléverser                                                      |
| (nl) Groepsbebouwing van arbeidershuizen                        |                       |                                  | Willebroek        | Heindonksesteenweg 90          | 51° 03′ 57″ nord, 4° 22′ 09″ est | 1762                | Téléverser                                                      |
| (nl) Groepsbebouwing van arbeidershuizen                        |                       |                                  | Willebroek        | Heindonksesteenweg 92          | 51° 03′ 57″ nord, 4° 22′ 09″ est | 1762                | Téléverser                                                      |
| (nl) Groepsbebouwing van arbeidershuizen                        |                       |                                  | Willebroek        | Heindonksesteenweg 94          | 51° 03′ 57″ nord, 4° 22′ 09″ est | 1762                | Téléverser                                                      |
| (nl) Groepsbebouwing van arbeidershuizen                        |                       |                                  | Willebroek        | Heindonksesteenweg 96          | 51° 03′ 57″ nord, 4° 22′ 09″ est | 1762                | Téléverser                                                      |
| (nl) Groepsbebouwing van arbeidershuizen                        |                       |                                  | Willebroek        | Heindonksesteenweg 98          | 51° 03′ 57″ nord, 4° 22′ 09″ est | 1762                | Téléverser                                                      |
| (nl) Hoeve De Vleug                                             | Oui                   |                                  | Willebroek        | Heindonksesteenweg 119         | 51° 04′ 05″ nord, 4° 22′ 14″ est | 1763                | Téléverser                                                      |
| (nl) Langgestrekte hoeve                                        |                       |                                  | Willebroek        | Heindonksesteenweg 186         | 51° 03′ 54″ nord, 4° 22′ 44″ est | 1764                | Téléverser                                                      |
| (nl) Gemeentelijke Kleuterschool                                |                       |                                  | Willebroek        | Jozef Wautersstraat 90         | 51° 03′ 44″ nord, 4° 21′ 08″ est | 1765                | Téléverser                                                      |
| (nl) Twee woningen, enkelhuizen                                 |                       |                                  | Willebroek        | Jozef Wautersstraat 113        | 51° 03′ 42″ nord, 4° 21′ 11″ est | 1766                | Téléverser                                                      |
| (nl) Hoekhuis                                                   |                       |                                  | Willebroek        | Kerkstraat 1                   | 51° 03′ 50″ nord, 4° 21′ 40″ est | 1767                | Téléverser                                                      |
| (nl) Sancta Mariaschool                                         |                       |                                  | Willebroek        | Kerkstraat 2                   | 51° 03′ 50″ nord, 4° 21′ 41″ est | 1768                | Téléverser                                                      |
| (nl) Gemeenteschool                                             |                       |                                  | Willebroek        | Kerkstraat 2A                  | 51° 03′ 53″ nord, 4° 21′ 36″ est | 1769                | Téléverser                                                      |
| (nl) Gemeenteschool                                             |                       |                                  | Willebroek        | Kerkstraat 6                   | 51° 03′ 53″ nord, 4° 21′ 36″ est | 1769                | Téléverser                                                      |
| (nl) Woning van 1910                                            |                       |                                  | Willebroek        | Kerkstraat 20A                 | 51° 03′ 55″ nord, 4° 21′ 33″ est | 1770                | Téléverser                                                      |
| (nl) Plantsoen met monument Louis De Naeyer                     |                       |                                  | Willebroek        | Mechelsesteenweg               | 51° 03′ 32″ nord, 4° 22′ 02″ est | 1773                | Téléverser                                                      |
| (nl) Woning, dubbelhuis                                         |                       |                                  | Willebroek        | Mechelsesteenweg 55            | 51° 03′ 28″ nord, 4° 22′ 08″ est | 1774                | Téléverser                                                      |
| (nl) Woning, enkelhuis                                          |                       |                                  | Willebroek        | Mechelsesteenweg 76            | 51° 03′ 31″ nord, 4° 22′ 01″ est | 1775                | Téléverser                                                      |
| (nl) Laat-classicistische woning                                |                       |                                  | Willebroek        | Mechelsesteenweg 92            | 51° 03′ 28″ nord, 4° 22′ 04″ est | 1776                | Téléverser                                                      |
| (nl) Hoekhuis                                                   |                       |                                  | Willebroek        | Mechelsesteenweg 94            | 51° 03′ 27″ nord, 4° 22′ 04″ est | 1777                | Téléverser                                                      |
| (nl) Winkelhuis                                                 |                       |                                  | Willebroek        | Nieuwstraat 14                 | 51° 03′ 38″ nord, 4° 21′ 41″ est | 1778                | Téléverser                                                      |
| (nl) Woning van 1936                                            |                       |                                  | Willebroek        | Nieuwstraat 20                 | 51° 03′ 38″ nord, 4° 21′ 42″ est | 1779                | Téléverser                                                      |
| (nl) Woning van 1935                                            |                       |                                  | Willebroek        | Nieuwstraat 22                 | 51° 03′ 38″ nord, 4° 21′ 43″ est | 1780                | Téléverser                                                      |
| (nl) Woning, enkelhuis                                          |                       |                                  | Willebroek        | Nieuwstraat 25                 | 51° 03′ 39″ nord, 4° 21′ 44″ est | 1781                | Téléverser                                                      |
| (nl) Hoekhuis                                                   |                       |                                  | Willebroek        | Nieuwstraat 56                 | 51° 03′ 38″ nord, 4° 21′ 47″ est | 1783                | Téléverser                                                      |
| (nl) Arbeidershuisjes                                           |                       |                                  | Willebroek        | Nonnenvijverstraat 14          | 51° 03′ 43″ nord, 4° 21′ 46″ est | 1784                | Téléverser                                                      |
| (nl) Arbeidershuisjes                                           |                       |                                  | Willebroek        | Nonnenvijverstraat 16          | 51° 03′ 43″ nord, 4° 21′ 46″ est | 1784                | Téléverser                                                      |
| (nl) Arbeidershuisjes                                           |                       |                                  | Willebroek        | Nonnenvijverstraat 18          | 51° 03′ 43″ nord, 4° 21′ 46″ est | 1784                | Téléverser                                                      |
| (nl) Arbeidershuisjes                                           |                       |                                  | Willebroek        | Nonnenvijverstraat 20          | 51° 03′ 43″ nord, 4° 21′ 46″ est | 1784                | Téléverser                                                      |
| (nl) Arbeidershuisjes                                           |                       |                                  | Willebroek        | Nonnenvijverstraat 21          | 51° 03′ 43″ nord, 4° 21′ 46″ est | 1784                | Téléverser                                                      |
| (nl) Arbeidershuisjes                                           |                       |                                  | Willebroek        | Nonnenvijverstraat 22          | 51° 03′ 43″ nord, 4° 21′ 46″ est | 1784                | Téléverser                                                      |
| (nl) Arbeidershuisjes                                           |                       |                                  | Willebroek        | Nonnenvijverstraat 23          | 51° 03′ 43″ nord, 4° 21′ 46″ est | 1784                | Téléverser                                                      |
| (nl) Arbeidershuisjes                                           |                       |                                  | Willebroek        | Nonnenvijverstraat 24          | 51° 03′ 43″ nord, 4° 21′ 46″ est | 1784                | Téléverser                                                      |
| (nl) Arbeidershuisjes                                           |                       |                                  | Willebroek        | Nonnenvijverstraat 25          | 51° 03′ 43″ nord, 4° 21′ 46″ est | 1784                | Téléverser                                                      |
| (nl) Arbeidershuisjes                                           |                       |                                  | Willebroek        | Nonnenvijverstraat 27          | 51° 03′ 43″ nord, 4° 21′ 46″ est | 1784                | Téléverser                                                      |
| (nl) Arbeidershuisjes                                           |                       |                                  | Willebroek        | Nonnenvijverstraat 29          | 51° 03′ 43″ nord, 4° 21′ 46″ est | 1784                | Téléverser                                                      |
| (nl) Arbeidershuisjes                                           |                       |                                  | Willebroek        | Nonnenvijverstraat 31          | 51° 03′ 43″ nord, 4° 21′ 46″ est | 1784                | Téléverser                                                      |
| (nl) Onze-Lieve-Vrouwekapel, Het Kapelletje van den Bos         |                       |                                  | Willebroek        | Oude Dendermondsestraat        | 51° 03′ 32″ nord, 4° 22′ 01″ est | 1785                | Téléverser                                                      |
| (nl) Burgerhuizen                                               |                       |                                  | Willebroek        | Oude Dendermondsestraat 12     | 51° 03′ 21″ nord, 4° 21′ 32″ est | 1786                | Téléverser                                                      |
| (nl) Burgerhuizen                                               |                       |                                  | Willebroek        | Oude Dendermondsestraat 14     | 51° 03′ 21″ nord, 4° 21′ 32″ est | 1786                | Téléverser                                                      |
| (nl) Burgerhuizen                                               |                       |                                  | Willebroek        | Oude Dendermondsestraat 16     | 51° 03′ 21″ nord, 4° 21′ 32″ est | 1786                | Téléverser                                                      |
| (nl) Burgerhuizen                                               |                       |                                  | Willebroek        | Oude Dendermondsestraat 18     | 51° 03′ 21″ nord, 4° 21′ 32″ est | 1786                | Téléverser                                                      |
| (nl) Burgerhuizen                                               |                       |                                  | Willebroek        | Oude Dendermondsestraat 72     | 51° 03′ 21″ nord, 4° 21′ 32″ est | 1786                | Téléverser                                                      |
| (nl) Parochiekerk Heilig-Kruis                                  |                       |                                  | Willebroek        | Ringlaan                       | 51° 03′ 22″ nord, 4° 21′ 28″ est | 1787                | Téléverser                                                      |
| (nl) Eclectische woning                                         |                       |                                  | Willebroek        | Spaarzaamheidsstraat 1         | 51° 03′ 34″ nord, 4° 21′ 54″ est | 1788                | Téléverser                                                      |
| (nl) Stationsgebouw                                             | Oui                   |                                  | Willebroek        | Stationsplein 1                | 51° 03′ 59″ nord, 4° 21′ 21″ est | 1789                | Téléverser                                                      |
| (nl) Landhuizen                                                 |                       |                                  | Willebroek        | Stationsplein 15               | 51° 03′ 57″ nord, 4° 21′ 17″ est | 1790                | Téléverser                                                      |
| (nl) Landhuizen                                                 |                       |                                  | Willebroek        | Stationsplein 34               | 51° 03′ 57″ nord, 4° 21′ 17″ est | 1790                | Téléverser                                                      |
| (nl) Landhuis                                                   |                       |                                  | Willebroek        | Stationsplein 35               | 51° 03′ 58″ nord, 4° 21′ 07″ est | 1791                | Téléverser                                                      |
| (nl) Rest van brouwerij Sint-Nikolaas met ast en mouterij       |                       |                                  | Willebroek        | Stationsstraat 1               | 51° 03′ 46″ nord, 4° 21′ 38″ est | 1792                | Téléverser                                                      |
| (nl) Pastorie                                                   |                       |                                  | Willebroek        | Stationsstraat 5               | 51° 03′ 47″ nord, 4° 21′ 35″ est | 1793                | Téléverser                                                      |
| (nl) Kleinschalige huisjes                                      |                       |                                  | Willebroek        | Stationsstraat 17              | 51° 03′ 49″ nord, 4° 21′ 35″ est | 1794                | Téléverser                                                      |
| (nl) Kleinschalige huisjes                                      |                       |                                  | Willebroek        | Stationsstraat 19              | 51° 03′ 49″ nord, 4° 21′ 35″ est | 1794                | Téléverser                                                      |
| (nl) Woning van 1902                                            |                       |                                  | Willebroek        | Stationsstraat 27              | 51° 03′ 55″ nord, 4° 21′ 27″ est | 1795                | Téléverser                                                      |
| (nl) Twee woningen, enkelhuizen                                 |                       |                                  | Willebroek        | Stationsstraat 52              | 51° 03′ 50″ nord, 4° 21′ 36″ est | 1796                | Téléverser                                                      |
| (nl) Twee woningen, enkelhuizen                                 |                       |                                  | Willebroek        | Stationsstraat 54              | 51° 03′ 50″ nord, 4° 21′ 36″ est | 1796                | Téléverser                                                      |
| (nl) Woning, dubbelhuis                                         |                       |                                  | Willebroek        | Stationsstraat 76              | 51° 03′ 53″ nord, 4° 21′ 34″ est | 1797                | Téléverser                                                      |
| (nl) Twee woningen                                              |                       |                                  | Willebroek        | Stationsstraat 136             | 51° 03′ 58″ nord, 4° 21′ 25″ est | 1798                | Téléverser                                                      |
| (nl) Twee woningen                                              |                       |                                  | Willebroek        | Stationsstraat 138             | 51° 03′ 58″ nord, 4° 21′ 25″ est | 1798                | Téléverser                                                      |
| (nl) Burgerhuis                                                 |                       |                                  | Willebroek        | Tisseltsesteenweg 31           | 51° 03′ 11″ nord, 4° 21′ 30″ est | 1799                | Téléverser                                                      |
| (nl) Woning, dubbelhuis                                         |                       |                                  | Willebroek        | Tisseltsesteenweg 62           | 51° 03′ 15″ nord, 4° 21′ 26″ est | 1800                | Téléverser                                                      |
| (nl) Vrijstaand landhuis                                        |                       |                                  | Willebroek        | Tisseltsesteenweg 82           | 51° 03′ 12″ nord, 4° 21′ 25″ est | 1801                | Téléverser                                                      |
| (nl) Vrijstaande villa                                          |                       |                                  | Willebroek        | Tisseltsesteenweg 84           | 51° 03′ 12″ nord, 4° 21′ 25″ est | 1802                | Téléverser                                                      |
| (nl) Woning van 1933                                            |                       |                                  | Willebroek        | Tisseltsesteenweg 102          | 51° 03′ 09″ nord, 4° 21′ 27″ est | 1803                | Téléverser                                                      |
| (nl) Woning en atelier van architect H. Lejon                   |                       |                                  | Willebroek        | Tisseltsesteenweg 104          | 51° 03′ 09″ nord, 4° 21′ 27″ est | 1804                | Téléverser                                                      |
| (nl) Brouwerij De Ster                                          |                       |                                  | Willebroek        | Torenstraat 4                  | 51° 03′ 51″ nord, 4° 21′ 46″ est | 1805                | Téléverser                                                      |
| (nl) Woning, enkelhuis                                          |                       |                                  | Willebroek        | Vaartstraat 7                  | 51° 04′ 07″ nord, 4° 21′ 48″ est | 1806                | Téléverser                                                      |
| (nl) Eigen woonhuis van architect J. Schaerlaken                |                       |                                  | Willebroek        | Westdijk 13                    | 51° 03′ 33″ nord, 4° 21′ 46″ est | 1807                | Téléverser                                                      |
| (nl) Landhuis Villa Marguerite                                  |                       |                                  | Willebroek        | Westdijk 35A                   | 51° 03′ 28″ nord, 4° 21′ 45″ est | 1808                | Téléverser                                                      |
| (nl) Landhuis Villa Marguerite                                  |                       |                                  | Willebroek        | Westdijk 35B                   | 51° 03′ 28″ nord, 4° 21′ 45″ est | 1808                | Téléverser                                                      |
| (nl) Eenheidsbebouwing                                          |                       |                                  | Willebroek        | Antwerpsesteenweg 6            | 51° 04′ 52″ nord, 4° 21′ 57″ est | 1809                | Téléverser                                                      |
| (nl) Eenheidsbebouwing                                          |                       |                                  | Willebroek        | Antwerpsesteenweg 8            | 51° 04′ 52″ nord, 4° 21′ 57″ est | 1809                | Téléverser                                                      |
| (nl) Brouwershuis                                               | Oui                   |                                  | Willebroek        | Hoofd 1                        | 51° 04′ 54″ nord, 4° 21′ 57″ est | 1810                | Téléverser                                                      |
| (nl) Brouwerij Lamot (voormalige)                               | Oui                   |                                  | Willebroek        | Hoofd 1                        | 51° 04′ 55″ nord, 4° 21′ 57″ est | 1811                | Téléverser                                                      |
| (nl) Neoclassicistische woning                                  |                       |                                  | Willebroek        | Oostvaartdijk 53               | 51° 04′ 46″ nord, 4° 22′ 03″ est | 1812                | Téléverser                                                      |
| (nl) Sashuis of Spaans huis                                     | Oui                   |                                  | Willebroek        | Sasplein 18                    | 51° 04′ 52″ nord, 4° 21′ 59″ est | 1813                | Téléverser                                                      |
| (nl) Eenheidsbebouwing                                          |                       |                                  | Willebroek        | Volksstraat 38                 | 51° 04′ 49″ nord, 4° 21′ 51″ est | 1814                | Téléverser                                                      |
| (nl) Eenheidsbebouwing                                          |                       |                                  | Willebroek        | Volksstraat 40                 | 51° 04′ 49″ nord, 4° 21′ 51″ est | 1814                | Téléverser                                                      |
| (nl) Eenheidsbebouwing                                          |                       |                                  | Willebroek        | Volksstraat 42                 | 51° 04′ 49″ nord, 4° 21′ 51″ est | 1814                | Téléverser                                                      |
| (nl) Eenheidsbebouwing                                          |                       |                                  | Willebroek        | Volksstraat 44                 | 51° 04′ 49″ nord, 4° 21′ 51″ est | 1814                | Téléverser                                                      |
| (nl) Parochiekerk Onze-Lieve-Vrouw Onbevlekt Ontvangen          |                       |                                  | Willebroek        | Volksstraat                    | 51° 04′ 49″ nord, 4° 21′ 56″ est | 1815                | Téléverser                                                      |
| (nl) Pastorie                                                   |                       |                                  | Willebroek        | Volksstraat 57                 | 51° 04′ 49″ nord, 4° 21′ 55″ est | 1816                | Téléverser                                                      |
| (nl) Woning, enkelhuis                                          |                       |                                  | Willebroek        | Westvaartdijk 12               | 51° 04′ 48″ nord, 4° 21′ 58″ est | 1817                | Téléverser                                                      |
| (nl) Woonstalhuis Zuurbos                                       |                       |                                  | Blaasveld         | Klaterstraat 35                | 51° 02′ 35″ nord, 4° 23′ 17″ est | 1818                | Téléverser                                                      |
| (nl) Kapel Onze-Lieve-Vrouw Gedurige Bijstand                   | Oui                   |                                  | Blaasveld         | Heihoek                        | 51° 02′ 39″ nord, 4° 23′ 27″ est | 1819                | Téléverser                                                      |
| (nl) Langgestrekte hoeve Heivelden                              |                       |                                  | Blaasveld         | Heihoek 3                      | 51° 02′ 39″ nord, 4° 23′ 31″ est | 1820                | Téléverser                                                      |
| (nl) Woning van 1938                                            |                       |                                  | Blaasveld         | Kasteelstraat 7                | 51° 03′ 21″ nord, 4° 22′ 41″ est | 1821                | Téléverser                                                      |
| (nl) Kasteel Bel Air                                            |                       |                                  | Blaasveld         | Mechelsesteenweg 102A          | 51° 03′ 24″ nord, 4° 22′ 10″ est | 1822                | Téléverser                                                      |
| (nl) Gemeentehuis (voormalig)                                   |                       |                                  | Blaasveld         | Mechelsesteenweg 118           | 51° 03′ 22″ nord, 4° 22′ 15″ est | 1823                | Téléverser                                                      |
| (nl) Pastorie                                                   |                       |                                  | Blaasveld         | Mechelsesteenweg 120           | 51° 03′ 22″ nord, 4° 22′ 15″ est | 1824                | Téléverser                                                      |
| (nl) Vrijstaande woning                                         |                       |                                  | Blaasveld         | Mechelsesteenweg 178           | 51° 03′ 15″ nord, 4° 22′ 18″ est | 1825                | Téléverser                                                      |
| (nl) Eclectische woning                                         |                       |                                  | Blaasveld         | Mechelsesteenweg 182           | 51° 03′ 14″ nord, 4° 22′ 17″ est | 1826                | Téléverser                                                      |
| (nl) Kasteel Ten Berg                                           |                       |                                  | Blaasveld         | Mechelsesteenweg 300           | 51° 03′ 00″ nord, 4° 22′ 22″ est | 1827                | Téléverser                                                      |
| (nl) Kasteel Ten Berg                                           |                       |                                  | Blaasveld         | Mechelsesteenweg 302           | 51° 03′ 00″ nord, 4° 22′ 22″ est | 1827                | Téléverser                                                      |
| (nl) Onze-Lieve-Vrouwekapel                                     |                       |                                  | Blaasveld         | Mechelsesteenweg 302A          | 51° 02′ 57″ nord, 4° 22′ 27″ est | 1828                | Téléverser                                                      |
| (nl) Molenhuis en jeneverstokerij Hof van Breedam               |                       |                                  | Blaasveld         | Mechelsesteenweg 392           | 51° 02′ 47″ nord, 4° 22′ 56″ est | 1829                | Téléverser                                                      |
| (nl) Parochiekerk Sint-Amandus                                  |                       |                                  | Blaasveld         | Mechelsesteenweg 129           | 51° 03′ 23″ nord, 4° 22′ 20″ est | 1830                | Téléverser                                                      |
| (nl) Gemeentehuis (voormalig)                                   | Oui                   |                                  | Heindonk          | Dorpsplein 1                   | 51° 04′ 01″ nord, 4° 24′ 24″ est | 1831                | Téléverser                                                      |
| (nl) Pastorie                                                   |                       |                                  | Heindonk          | Dorpsplein 2                   | 51° 04′ 00″ nord, 4° 24′ 25″ est | 1832                | Téléverser                                                      |
| (nl) Parochiekerk Sint-Jan-Baptist en Sint-Amandus              |                       |                                  | Heindonk          | Dorpsplein                     | 51° 04′ 00″ nord, 4° 24′ 26″ est | 1833                | Téléverser                                                      |
| (nl) Vrijstaande woning                                         |                       |                                  | Heindonk          | Dorpsplein 3                   | 51° 03′ 59″ nord, 4° 24′ 25″ est | 1834                | Téléverser                                                      |
| (nl) School en onderwijzerswoning                               |                       |                                  | Heindonk          | Edmond Verheydenstraat 16      | 51° 04′ 07″ nord, 4° 24′ 25″ est | 1835                | Téléverser                                                      |
| (nl) Hoeve 't Vossekot                                          |                       |                                  | Heindonk          | Kleine Bergen 4                | 51° 04′ 00″ nord, 4° 24′ 40″ est | 1836                | Téléverser                                                      |
| (nl) Huize Sparrebos                                            |                       |                                  | Heindonk          | Kleine Bergen 3                | 51° 04′ 09″ nord, 4° 24′ 42″ est | 1837                | Téléverser                                                      |
| (nl) Achterin gelegen hoeve                                     |                       |                                  | Heindonk          | Kleine Bergen 8                | 51° 04′ 10″ nord, 4° 24′ 50″ est | 1838                | Téléverser                                                      |
| (nl) Schuur met woonstalhuis 't Prinsenhof                      |                       |                                  | Heindonk          | Kleine Bergen 14               | 51° 04′ 14″ nord, 4° 24′ 59″ est | 1839                | Téléverser                                                      |
| (nl) Kasteel De Bocht                                           |                       |                                  | Heindonk          | Grote Bergen 52                | 51° 04′ 33″ nord, 4° 23′ 35″ est | 1840                | (nl) Kasteel De Bocht                                           |
| (nl) Pastorie                                                   |                       |                                  | Tisselt           | Baeckelmansstraat 1            | 51° 02′ 05″ nord, 4° 21′ 25″ est | 1841                | Téléverser                                                      |
| (nl) Woningen                                                   |                       |                                  | Tisselt           | Baeckelmansstraat 29           | 51° 02′ 07″ nord, 4° 21′ 18″ est | 1842                | Téléverser                                                      |
| (nl) Woningen                                                   |                       |                                  | Tisselt           | Baeckelmansstraat 31           | 51° 02′ 07″ nord, 4° 21′ 18″ est | 1842                | Téléverser                                                      |
| (nl) Woningen                                                   |                       |                                  | Tisselt           | Baeckelmansstraat 39           | 51° 02′ 07″ nord, 4° 21′ 18″ est | 1842                | Téléverser                                                      |
| (nl) Melkerij Sint-Jan                                          | Oui                   |                                  | Tisselt           | Baeckelmansstraat 60           | 51° 02′ 08″ nord, 4° 21′ 11″ est | 1843                | Téléverser                                                      |
| (nl) Tegelfabriek Emmanuel Rottiers                             | Oui                   |                                  | Tisselt           | Baeckelmansstraat 64           | 51° 02′ 08″ nord, 4° 21′ 10″ est | 1844                | Téléverser                                                      |
| (nl) Tegelfabriek Emmanuel Rottiers                             | Oui                   |                                  | Tisselt           | Baeckelmansstraat 66           | 51° 02′ 08″ nord, 4° 21′ 10″ est | 1844                | Téléverser                                                      |
| (nl) Parochiehuis                                               |                       |                                  | Tisselt           | Beekstraat 29                  | 51° 01′ 57″ nord, 4° 21′ 18″ est | 1845                | Téléverser                                                      |
| (nl) Langgestrekte hoeve                                        |                       |                                  | Tisselt           | Beekstraat 88                  | 51° 01′ 51″ nord, 4° 21′ 09″ est | 1846                | Téléverser                                                      |
| (nl) Modelhoeve, Kalander of Kalanderhoeve                      |                       |                                  | Tisselt           | Beekstraat 128                 | 51° 01′ 44″ nord, 4° 20′ 49″ est | 1847                | Téléverser                                                      |
| (nl) Langgestrekte hoeve                                        |                       |                                  | Tisselt           | Beekstraat 131                 | 51° 01′ 46″ nord, 4° 20′ 47″ est | 1848                | Téléverser                                                      |
| (nl) Woning, dubbelhuis                                         |                       |                                  | Tisselt           | Blaasveldstraat 26             | 51° 02′ 05″ nord, 4° 21′ 35″ est | 1849                | Téléverser                                                      |
| (nl) Reeks arbeiderswoningen                                    |                       |                                  | Tisselt           | Blaasveldstraat 79             | 51° 02′ 09″ nord, 4° 21′ 48″ est | 1850                | Téléverser                                                      |
| (nl) Reeks arbeiderswoningen                                    |                       |                                  | Tisselt           | Blaasveldstraat 81             | 51° 02′ 09″ nord, 4° 21′ 48″ est | 1850                | Téléverser                                                      |
| (nl) Reeks arbeiderswoningen                                    |                       |                                  | Tisselt           | Blaasveldstraat 83             | 51° 02′ 09″ nord, 4° 21′ 48″ est | 1850                | Téléverser                                                      |
| (nl) Reeks arbeiderswoningen                                    |                       |                                  | Tisselt           | Blaasveldstraat 85             | 51° 02′ 09″ nord, 4° 21′ 48″ est | 1850                | Téléverser                                                      |
| (nl) Kapel Ave Maria                                            |                       |                                  | Tisselt           | Blaasveldstraat 121A           | 51° 02′ 14″ nord, 4° 22′ 02″ est | 1851                | Téléverser                                                      |
| (nl) Hof van Baeckelmans of Kasteel Lissnyder                   |                       |                                  | Tisselt           | Brielen 41                     | 51° 01′ 55″ nord, 4° 21′ 32″ est | 1852                | Téléverser                                                      |
| (nl) Hof van Baeckelmans of Kasteel Lissnyder                   |                       |                                  | Tisselt           | Brielen 43                     | 51° 01′ 55″ nord, 4° 21′ 32″ est | 1852                | Téléverser                                                      |
| (nl) Woning, enkelhuis                                          |                       |                                  | Tisselt           | Hoogstraat 25                  | 51° 01′ 59″ nord, 4° 21′ 35″ est | 1853                | Téléverser                                                      |
| (nl) Kleinschalige arbeidershuisjes                             |                       |                                  | Tisselt           | Hoogstraat 69                  | 51° 01′ 51″ nord, 4° 21′ 46″ est | 1854                | Téléverser                                                      |
| (nl) Kleinschalige arbeidershuisjes                             |                       |                                  | Tisselt           | Hoogstraat 87                  | 51° 01′ 51″ nord, 4° 21′ 46″ est | 1854                | Téléverser                                                      |
| (nl) Kleinschalige arbeidershuisjes                             |                       |                                  | Tisselt           | Hoogstraat 89                  | 51° 01′ 51″ nord, 4° 21′ 46″ est | 1854                | Téléverser                                                      |
| (nl) Gerenoveerde kapel                                         |                       |                                  | Tisselt           | Hoogstraat                     | 51° 01′ 49″ nord, 4° 21′ 51″ est | 1855                | Téléverser                                                      |
| (nl) Landhuis                                                   |                       |                                  | Tisselt           | Jozef De Blockstraat 104       | 51° 02′ 40″ nord, 4° 21′ 32″ est | 1856                | Téléverser                                                      |
| (nl) Parochiekerk Sint-Jan-de-Doper                             |                       |                                  | Tisselt           | Blaasveldstraat 1              | 51° 02′ 02″ nord, 4° 21′ 33″ est | 1857                | Téléverser                                                      |
| (nl) Kapel Onze-Lieve-Vrouw 't Hofland                          |                       |                                  | Tisselt           | Moerstraat                     | 51° 01′ 47″ nord, 4° 22′ 44″ est | 1858                | Téléverser                                                      |
| (nl) Hoeve Spaans Kasteel                                       |                       |                                  | Tisselt           | Peeterstraat 43                | 51° 01′ 53″ nord, 4° 19′ 51″ est | 1859                | Téléverser                                                      |